# مارك ديفيز (لاعب كريكت)
مارك ديفيز (28 ديسمبر 1959 في المملكة المتحدة - ) (بالإنجليزية: Mark Davies)‏ هو لاعب كريكت بريطاني. لعب مع نادي مقاطعة غلاموركن للكريكت ‏.

## وصلات خارجية
- مارك ديفيز على موقع إي آس بي آن كريك إنفو (الإنجليزية)